# Maxime Verhagen
Maxime Jacques Marcel Verhagen (Maastricht, 14 settembre 1956) è un ex politico olandese, membro dell'Appello Cristiano Democratico.

## Biografia

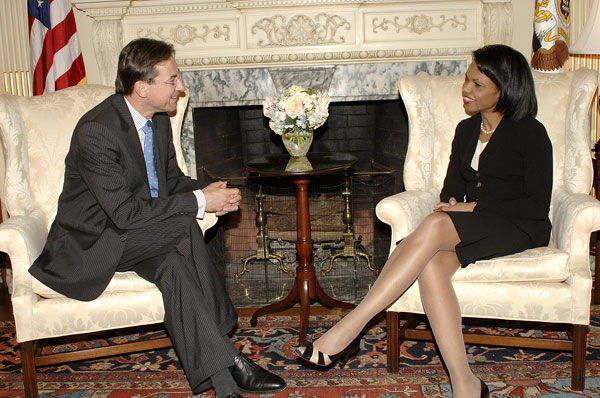
Maxime Verhagen e Condoleezza Rice

Verhagen nacque a Maastricht, in provincia di Limburgo, da una famiglia cattolica. A partire dal 1975, studiò storia contemporanea all'Università di Leida, ottenendo, nel 1986, un Master of Arts.
Nel 1976 si iscrisse all'Appello Cristiano Democratico (CDA) e fu eletto consigliere comunale della città di Oegstgeest. Il 25 luglio 1989 fu eletto al Parlamento europeo, rimanendovi fino al 19 luglio 1994, mentre il 17 maggio 1994 divenne membro della camera dei rappresentanti dei Paesi Bassi. L'11 luglio 2002 divenne capogruppo del CDA alla camera dei rappresentanti e mantenne questo incarico fino al 2007, quando, dopo essere stato eletto ministro degli affari esteri del governo Balkenende IV, fu sostituito da Pieter van Geel. Nel 2010, dopo le dimissioni di massa dal governo dei membri del Partito del Lavoro, ricoprì brevemente la carica di ministro per la cooperazione allo sviluppo.
Dopo le dimissioni di Balkenende e la caduta del suo governo, Verhagen tornò per poco tempo a ricoprire l'incarico di capogruppo del CDA alla camera dei rappresentanti, mentre il 14 ottobre 2010 fu nominato vice–primo ministro e ministro degli affari economici del primo governo Rutte; i suoi incarichi governativi durarono fino al 5 novembre 2012. Nel 2013, all'età di 56 anni, si ritirò dalla vita politica e divenne presidente del consiglio di amministrazione di un'azienda di costruzioni, la Bouwend Nederland.
È vicepresidente di FIEC, dove rappresenta il gruppo BENELUX.

## Vita privata
Verhagen è sposato dal 1984 con Annemieke Beijlevelt, dalla quale ha avuto tre figli, due maschi e una femmina. Lui e la sua famiglia vivono a Voorburg, nell'Olanda meridionale.